# جو بل (فیلم)
جو بل (به انگلیسی: Joe Bell) یک فیلم سینمایی آمریکایی در ژانر درام و بیوگرافی آمریکایی محصول سال ۲۰۲۰ به کارگردانی رینالدو مارکوس گرین، از فیلم نامه‌ای به قلم لری مک‌مرتری و دایانا اسانا با بازی مارک والبرگ، رید میلر، کانی بریتون، ماکسول جنکینز و گری سینیز است.
جو بل اولین نمایش عمومی خود را در جشنواره بین‌المللی فیلم تورنتو ۲۰۲۰ در ۱۴ سپتامبر ۲۰۲۰ برگزار کرد.

## خلاصه داستان
محور اصلی این فیلم داستان واقعی جو بل است، مردی که به دنبال خودکشی پسرش جادین شروع به پیاده‌روی در سرار آمریکا برای آگاهی از قلدری کرد.

## بازیگران
- مارک والبرگ در نقش جو بل
- رید میلر در نقش جادین بل
- جان موری در نقش پسر گمشده
- کانی بریتون در نقش لولا بل
- ماکسول جنکینز در نقش جوزف بل
- گری سینایس
- بلین مای
- آش سانتوس در نقش کیم
- ایگبی ریگنی در نقش شانسی
- مورگن لیلی در نقش مارسی
- پیشاهنگ اسمیت به عنوان کالین
- کاسی بک در نقش خانم سریع

### فیلمبرداری
فیلم‌برداری اصلی در ۱۵ آوریل ۲۰۱۹ آغاز شد و در ۲۴ مه ۲۰۱۹ پایان یافت.

## انتشار فیلم
اولین بار این فیلم در جشنواره بین‌المللی فیلم تورنتو در ۱۴ سپتامبر سال ۲۰۲۰ منتشر شد. اندکی پس از آن، استودیوی Solstice با ۲۰ میلیون دلار حق پخش فیلم را به دست آورد. قرار بود در ۱۹ فوریه ۲۰۲۱ منتشر شود. با این حال، از برنامه خارج شد.